# Wasteland (computerspel)
Wasteland is een computerspel dat werd ontwikkeld door Interplay Productions en uitgegeven door Electronic Arts. Het spel werd uitgebracht in 1988 voor de Apple II, Commodore 64 en DOS. Wasteland is een rollenspel. Het speelt zich af in de toekomst in een tijd na de Derde Wereldoorlog en een holocaust. De speler ontdekt gedurende het spel langzaam een sinister plot en hoe hij wat er nog van de mensheid over is, kan redden.

## Ontwikkelteam
- Grafisch: Todd J. Camasta, Bruce Schlickbernd, Charles H. H. Weidman III
- Ontwerper: Ken St. Andre, Michael A. Stackpole, Liz Danforth
- Ontwikkelaar: Alan Pavlish
- Director: Brian Fargo

## Platforms
| Jaar | Platform                    |
| ---- | --------------------------- |
| 1988 | Apple II, Commodore 64, DOS |
| 2013 | Linux, Macintosh, Windows   |

## Ontvangst
| Beoordeeld door                       | Platform     | Datum           | Score |
| ------------------------------------- | ------------ | --------------- | ----- |
| Eurogamer.net (GB)                    | Commodore 64 | 26 oktober 2007 | 100%  |
| ACE (Advanced Computer Entertainment) | Commodore 64 | september 1988  | 92%   |
| Joystick (Frans)                      | DOS          | januari 1990    | 85%   |
| Power Play                            | Apple II     | juni 1988       | 80%   |
| All Game Guide                        | Commodore 64 | 1998            | 80%   |
| 100 aktuelle PC-Spiele                | DOS          | 1990            | 80%   |
| Joker Verlag präsentiert: Sonderheft  | DOS          | 1992            | 78%   |
| Joker Verlag präsentiert: Sonderheft  | Commodore 64 | 1992            | 78%   |
| Tilt                                  | DOS          | november 1989   | 75%   |
| PC Player (Duitsland)                 | DOS          | mei 1994        | 74%   |